# JVC
Ne doit pas être confondu avec Jeuxvideo.com.
Victor Company of Japan, Ltd. (日本ビクター株式会社, Nihon Bikutā Kabushiki-gaisha), généralement appelé JVC ou Japan Victor Company, est un fabricant d'électronique domestique fondé en 1927, basé à Yokohama, au Japon. L'entreprise est connue pour les premières télévisions japonaises et l'invention du format VHS.

## Histoire

### 1927-1960
JVC, « The Victor Company of Japan » a été fondée en 1927 en tant que filiale d'enregistrement de la société américaine Victor Talking Machine Company qui menait des recherches sur le phonographe et le gramophone.
Dans les années 1930, JVC produisait des phonographes et des gramophones.
En 1932, JVC commença la production de radios, puis en 1939 JVC conçut le premier poste de télévision japonais.
De 1953 à 2008, JVC était une filiale de Panasonic Corporation (ex-Matsushita).
Connue sous la marque NIVICO dans les années 1968/1970, JVC fabriquait des chaînes haute fidélité stéréophoniques et quadriphoniques, des magnétoscopes, des caméras vidéo pour studio en noir et blanc ainsi qu'en couleur.

### 1970-1980

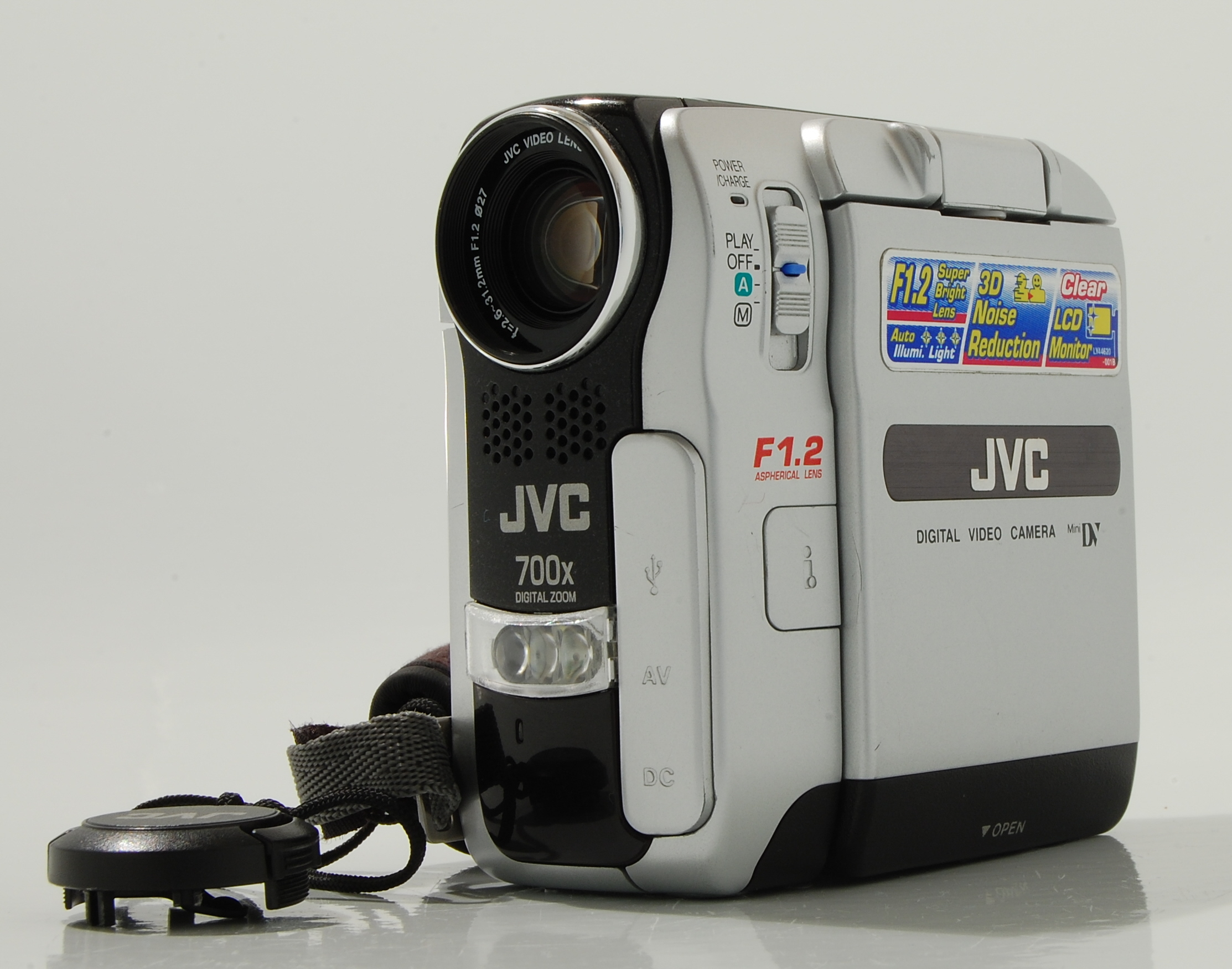
Caméscope JVC (2008).

JVC a inventé le format VHS et produisit les premiers lecteurs VHS pour le marché grand public en 1976, au prix de 885 dollars.
Un an plus tôt, Sony avait dévoilé la cassette vidéo Betamax, devenant dans les années 1980, le principal concurrent du format VHS de JVC, provoquant ce que l'on a appelé la guerre des formats vidéo. En Europe principalement, le groupe Philips répliqua avec son format V2000 qui se caractérisait par une cassette "réversible" ( à deux faces ) et à la qualité au moins équivalente au Betamax. Cette guerre des formats fit rage principalement en France, marché très porteur alors.
La cassette Betamax était plus petite que la cassette VHS et ce format produisait une image plus nette, bien que la différence ne soit pas toujours sensible pour le consommateur final.
En 1984, quarante entreprises utilisaient le format VHS alors que douze préféraient le Betamax.
Sony reconnut finalement sa défaite en 1988, lorsqu'elle commença aussi à produire des enregistreurs de VHS pour le grand public.
Betamax est resté la norme de caméras vidéo professionnelles.
La plupart des chaînes de télévision continuent l'utilisation de ces caméras « d'épaule ».
JVC, propriété de Matsushita Electric Industrial Corporation (aujourd'hui Panasonic Corporation) passe sous le contrôle du groupe d'électronique grand public KENWOOD Corporation.
En 2008, les groupes JVC et KENWOOD se rapprochent sous forme d'une holding  pour finalement fusionner en 2011 et créer le groupe JVCKENWOOD Corporation qui exploite aujourd'hui les deux marques grand public JVC et KENWOOD.[pas clair].